# K.U.'s Landslejre 1937-1940
|  | Denne artikel er oprettet af botten Steenthbot ud fra en ekstern database. Den kan derfor have sproglige fejl eller mangler. Denne skabelon kan fjernes efter kontrol af indholdet. |

K.U.'s Landslejre 1937-1940 er en dansk dokumentarisk optagelse fra 1940.

## Handling
På besøg i K.U.'s landslejre Danmark rundt, heriblandt landslejrene ved Bregentved, Barritskov, Tirsvæk og Godset Rohden. Dagligdagen er fyldt med alt fra boksning til huslige pligter.